# Ansell
Ansell ist ein australischer Hersteller und einer der weltgrößten Produzenten von Schutzhandschuhen und Präservativen mit Sitz in Richmond, Melbourne. Die Aktien des Unternehmens werden seit dem 22. August 1985 an der Australian Securities Exchange gehandelt.

## Unternehmensgeschichte
Firmengründer Eric Ansell war 1905 in der australischen Niederlassung der irischen Reifenfirma Dunlop in Melbourne beschäftigt. Mit einer ausrangierten Maschine zur Kondomherstellung aus dem Betrieb gründete er die Ansell Rubber Company und begann eine eigene Produktion. Das kleine Unternehmen wuchs stetig und erweiterte seine Produktpalette 1919 um Luftballons und 1925 um Gummihandschuhe. Der Betrieb wurde als Familienunternehmen geführt, neben Eric Ansell bestimmten seine Söhne Lloyd und Harvey und sein Enkel Brian die Geschicke des Unternehmens und expandierten in den 50er und 60er Jahren ins Ausland. Zahlreiche Vertriebsniederlassungen wurden in Westeuropa gegründet. Außerdem wurde 1960 der größte einheimische Konkurrent Nutex übernommen.
Ansell entwickelte sich zu einem Vorreiter bei chirurgischen Einmalhandschuhen und entwickelte neue Sterilisationsverfahren für die Herstellung. 1969 folgte die Übernahme durch Dunlop Australia (später Pacific Dunlop).
In den 1970er Jahren folgte die Ausdehnung in den asiatischen Markt und um der Nachfrage nachzukommen, wurde 1975 in Malaysia die erste Produktionsstätte im Ausland gegründet. In den 1970er Jahren stieg der Umsatz des Unternehmens auf mehr als das Doppelte auf 28,6 Millionen Dollar im Jahr 1979. Es folgte die ständige Ausweitung des Unternehmens nach Asien, Nord- und Südamerika und Europa durch Zukauf von Produktionsstätten und Firmenübernahmen. Der Erwerb von Akwell aus Alabama machte Ansell zum Weltmarktführer bei Operationshandschuhen und zu einem wichtigen Produzenten von Präservativen. Wegen der langen Lieferwege von Australien verlagerte das Unternehmen zunehmend die Produktion in die neu erschlossenen Märkte, unter anderem in die USA, nach Mexiko, Frankreich und Deutschland, und stellte Ende der 80er die Produktion in Australien ganz ein. Nach weiterem Auslandswachstum in den 1990er Jahren folgte schließlich 1996 der Aufbau eines zweiten Unternehmenssitzes in den USA in Red Bank, New Jersey.

## Unternehmensdaten
Ansell verfügt über 30 Niederlassungen in 16 Ländern im Asien-/Pazifik-Raum, in Amerika und Europa. Der Umsatz 2006 betrug 849 Millionen USD, die Hälfte davon wurde in den USA erwirtschaftet, 313 Millionen USD in Europa. Das Unternehmen ist Weltmarktführer bei chirurgischen und in der Industrie eingesetzten Handschuhen und Nummer 2 in der Herstellung von Kondomen. Weltweit beschäftige Ansell mehr als 11.000 Mitarbeiter.

## Produkte
Im Bereich der Industrie deckt Ansell die ganze Palette bei Schutzhandschuhen ab von der Automobil- und Metall- über die Pharma- und Chemie- bis zur Landwirtschafts- und Nahrungsmittelindustrie. Bekannte Marken sind HyFlex, AlphaTec und Tri-Grip. Dieser Bereich macht gut die Hälfte des Konzernumsatzes aus.
Das Unternehmen ist ein führender Hersteller von sterilen Operationshandschuhen sowie Untersuchungshandschuhen für Krankenhäuser, Labors und Arztpraxen.
Handschuhe im Haushaltsbereich werden in Europa von der Freudenberg KG unter dem Markennamen Vileda vertrieben.
Bekannte Kondommarken sind LifeStyles, Contempo, Manix, Primex, Mates, KamaSutra, Pleasure und Checkmate. Anfang 2007 erwarb das Unternehmen zudem die Markenrechte der insolventen deutschen Condomi AG sowie die Condomi Erfurt Produktionsgesellschaft mbH. Dies ist ein Kondomwerk in Erfurt (Thüringen) mit einer Jahreskapazität von bis zu 720 Mio. Kondomen. Präservative haben bei Ansell einen Anteil am Gesamtumsatz von etwa 10 %, Haushaltshandschuhe sind mit weiteren 7 % vertreten.